# Nottingham
Nottingham là một thành phố, chính quyền đơn nhất, và thị xã cấp hạt của Nottinghamshire ở East Midlands của Anh. Trung tâm của Nottingham nằm ở bên sông Leen và giáp giới phía Nam của thành phố theo dòng sông Trent, một con sông chảy từ Stoke đến Humber. Theo điều tra dân số năm 2001, Nottingham có dân số ước tính 275.100 người và ước tăng lên 278.700 năm 2005. Vùng đô thị Nottingham (bao gồm các vùng ngoại ô xung quanh thành phố như Arnold, Carlton, West Bridgford và các thị xã lân cận) có dân số 666.358 (2001). Nottingham là một thành viên của Nhóm các thành phố cốt lõi Anh.
Trung tâm của Nottingham là Quảng trường Chợ Cũ, nơi các khu vực tái phát triển đã được hoàn thành tháng 3 năm 2007. Phần lớn các phố mua sắm chính bao quanh khu quảng trường này.

## Thành phố kết nghĩa
- Ljubljana, Slovenia (1963)
- Minsk, Belarus (1966)
- Karlsruhe, Đức (1969)
- Harare, Zimbabwe (1981)
- Gent, Bỉ (1985)
- Ninh Ba, Trung Quốc (2005)
- Timişoara, România (2008)
- Krasnodar, Nga (2012)